# 白穗飄拂草
白穗飄拂草（学名：Fimbristylis shimadana）为莎草科飄拂草屬下的一个种。

## 扩展阅读
- 維基物種上的相關：白穗飄拂草